# 関口大輔
関口 大輔（せきぐち だいすけ、1968年 -）は、映画プロデューサー、テレビプロデューサー。ワーナー ブラザース ジャパン所属。元フジテレビ・プロデューサー。

## 略歴
埼玉県狭山市出身。ニューヨーク大学スターン・スクール・オブ・ビジネス卒業。大学時代は、ビジネス・スクールで経営学と映像の製作・宣伝、放送事業などを学んだ。マネージメント、マーケティング、M&Aなども実地で専門的に学び、論文を多数執筆している。
1994年4月から2015年12月までフジテレビジョンの編成制作局ドラマ制作部所属の映画プロデューサー、テレビプロデューサーを務めた。
2012年8月、ファッションモデルで女優の川原亜矢子と結婚。
2015年12月にフジテレビを退社。
2016年1月からワーナー ブラザース ジャパンのチーフプロデューサーを務める。
2023年1月からワーナー ブラザース ジャパンの制作統括(Head of development and production)。

## 作品リスト
特記のないものはプロデューサー担当。

### 映画
- ときめきメモリアル（1997年）
- パラサイト・イヴ（1997年） アシスタント・プロデューサー
- 東京日和（1997年） アシスタント・プロデューサー
- がんばっていきまっしょい（1998年） アソシエイト・プロデューサー
- ジュブナイル（2000年）プロジェクト・スタッフ
- 世にも奇妙な物語 映画の特別編（2000年） アソシエイト・プロデューサー
- ウォーターボーイズ（2001年）
- ホーム・スウィート・ホーボーケン（2001年）
- ソウル（2002年）
- ラーゼフォン 多元変奏曲（2003年） 製作
- コスミックレスキュー（2003年）ノンクレジット 企画[8]
- 踊る大捜査線 THE MOVIE 2 レインボーブリッジを封鎖せよ!（2003年） アシスタント・プロデューサー
- 解夏（2004年）
- スウィングガールズ（2004年）
- ブレイブストーリー（2006年）プロデューサー 音響制作と宣伝を担当
- それでもボクはやってない（2007年）
- ハッピーフライト（2008年）
- ホッタラケの島 〜遥と魔法の鏡〜（2009年）
- ヘブンズ・ドア（2009年）
- SP THE MOTION PICTURE 野望篇（2010年）
- SP THE MOTION PICTURE 革命篇（2011年）
- ダンシング・チャップリン（2011年）
- BLEACH 死神代行篇（2018年） 協力プロデューサー
- ダンスウィズミー（2019年）
- ぐらんぶる（2020年） エグゼクティブプロデューサー
- 余命10年（2022年）エグゼクティブプロデューサー
- 母性（2022年）エグゼクティブプロデューサー
- 陰陽師0（2024年）エグゼクティブプロデューサー
- ブルーピリオド（2024年）

### ドラマ
- WATER BOYS（企画）
- WATER BOYS2（企画）
- WATER BOYS 2005夏（企画）
- SP The Motion Picture 革命前日
- TOKYO コントロール
- ラッキーセブン
- リッチマン、プアウーマン
  - リッチマン、プアウーマン in ニューヨーク
- TOKYOエアポート〜東京空港管制保安部〜
- 間違われちゃった男
- ミス・パイロット（協力プロデュース）
- キャビンアテンダント刑事〜ニューヨーク殺人事件〜[9]
- 東京にオリンピックを呼んだ男
- アンダーウェア（2015年、Netflix）
- THE DAYS（2023年、Netflix）

### テレビ番組
- 映画の達人（2008年4月 - 2009年3月）
- 映画の達人2（2009年4月 - 9月）
- FLY! FLY! FLY!（2008年9月 - 12月、2011年1月 - 5月） 企画
- ハッピーエアポート（2008年9月 - 12月）

## 受賞
- エランドール賞（2008年）プロデューサー賞